# Censos de Bolivia
Los Censos de Bolivia se refiere a las diferentes informaciones estadísticas de población y vivienda que Bolivia logró recolectar y recopilar desde su nacimiento como país independiente el 6 de agosto de 1825. A lo largo de la historia de Bolivia, se realizaron en el país al menos doce censos de población manera más o menos sistemática siendo el primero de ellos en 1831 y el último en 2024.
En Bolivia, los censos son denominados oficialmente como Censos Nacionales de Población y Vivienda (CNPV) por lo menos desde el año 1950, y su organización recae íntegramente en el Instituto Nacional de Estadísticas (INE) en la actualidad. El último censo, fue realizado en el año 2024, cuyos resultados revelaron que en Bolivia existían unos 11 312 620 habitantes.

## Historia
Durante la época colonial se realizaron recuentos y estimaciones de la población del territorio del entonces denominado Alto Perú. En 1773 se realizó una estimación poblacional de Cochabamba en la que se señalaba que habían 22.305 habitantes y otro en la provincia Santa Cruz de la Sierra en se registraron 180.163 habitantes. En 1796, se realizó un empadronamiento poblacional en la ciudad de La Paz donde se registró 21.120 habitantes de la urbe.
Ee realizaron diferentes empadronamientos, recuentos poblacionales y estimaciones sobre la población del actual territorio de Bolivia durante la época colonial y luego de la independencia del país en 1825, hasta 1831, año en que el entonces presidente de la República de Bolivia, Andrés de Santa Cruz, promulgó la Ley de Obligatoriedad de los Levantamientos Estadísticos; realizándose durante su gobierno los dos primeros censos de población en Bolivia en 1831 y 1835 respectivamente.
El primer censo poblacional en Bolivia realizado en 1831 estableció que el país tenía 1.088.768 habitantes. El primer censo de vivienda se realizó el año 1950.
En Bolivia, en total se realizaron doce censos entre 1831 a 2024.

### Censo de 1831

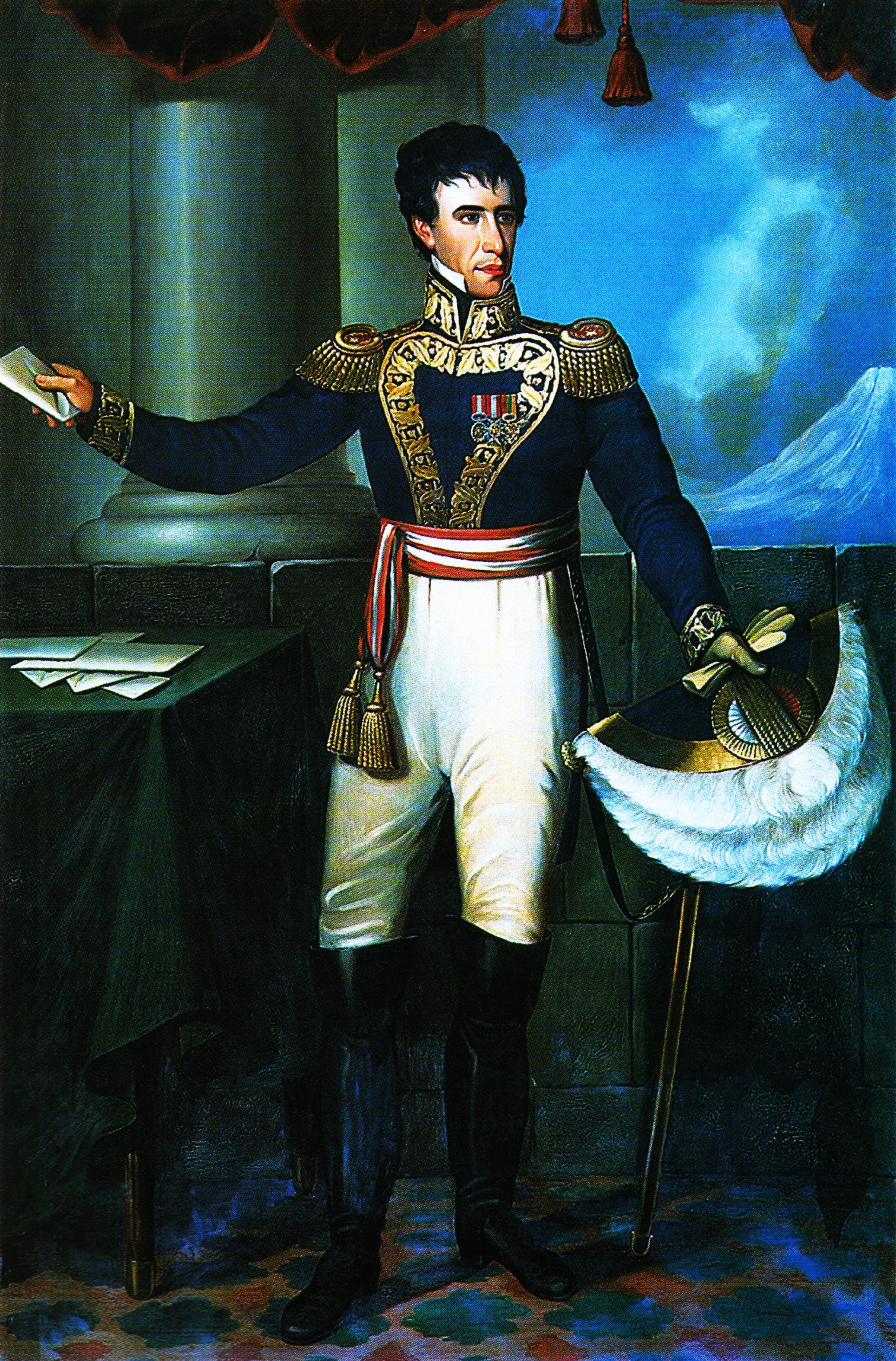
El primer censo de población de Bolivia se realizó en el año 1831 durante la presidencia del mariscal Andrés de Santa Cruz Calahumana (1792-1865) quien logró gobernar el país durante 10 largos años desde 1829 hasta 1839 (una década). Los resultados finales del censo demostraron que en el año 1831 vivían en Bolivia alrededor de 1088768 personas.

El primer censo de población que se realizó en Bolivia fue en el año 1831 durante el gobierno del Mariscal Andrés de Santa Cruz Calahumana. Los resultados finales demostraron que durante ese año vivían en Bolivia unas 1 088 768 personas y más del 80 % de la población boliviana residía solamente en cuatro departamentos los cuales eran La Paz, Cochabamba y Potosí y Chuquisaca.
|  | 31,98 % |

|  | 20,82 % |

|  | 17,65 % |

|  | 10,34 % |

|  | 7,72 % |

|  | 4,02 % |

|  | 3,79 % |

|  | 3,33 % |

|  | 0,35 % |

|  | 100 % |

### Censo de 1835

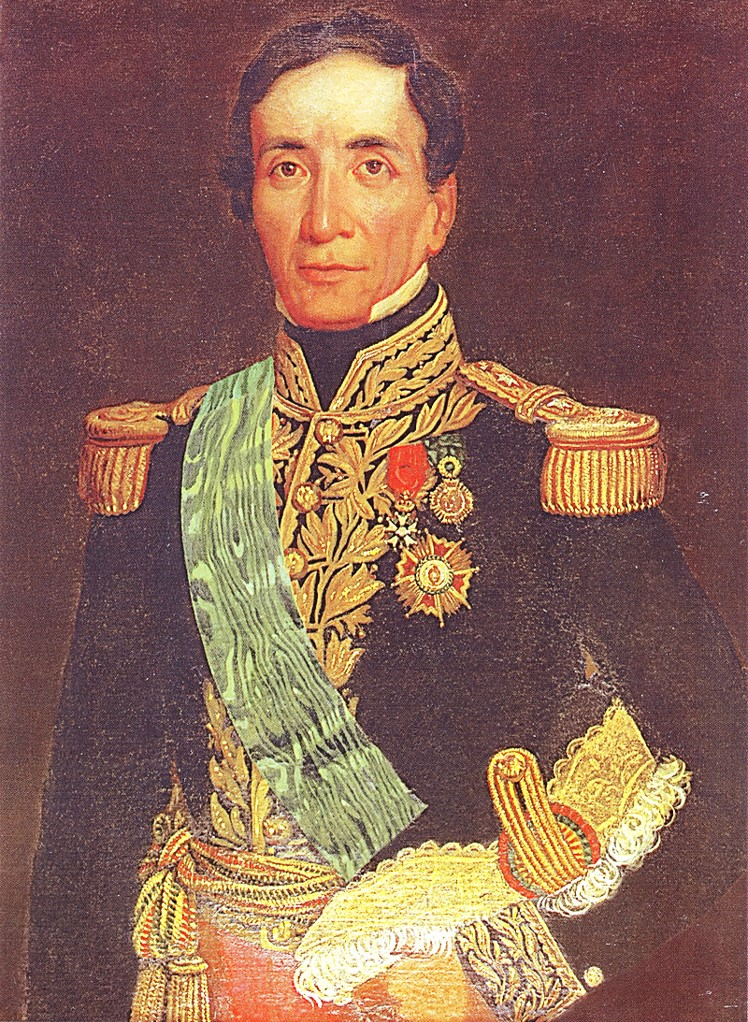
El segundo censo de población de Bolivia se realizó en el año 1835 también durante el gobierno del mariscal Andrés de Santa Cruz (1792-1865).

Solo cuatro años después del primer censo, el gobierno volvió a realizar un nuevo conteo de la población boliviana en 1834 también durante el gobierno del presidente Andrés de Santa Cruz. Los resultados finales de este segundo censo demostraron que la población boliviana había disminuido muy levemente con respecto al primer censo de 1831
|  | 35,22 % |

|  | 21,33 % |

|  | 15,31 % |

|  | 10,46 % |

|  | 8,95 % |

|  | 5,13 % |

|  | 3,11 % |

|  | 0,48 % |

|  | 0,00 % |

|  | 100 % |

### Censo de 1845

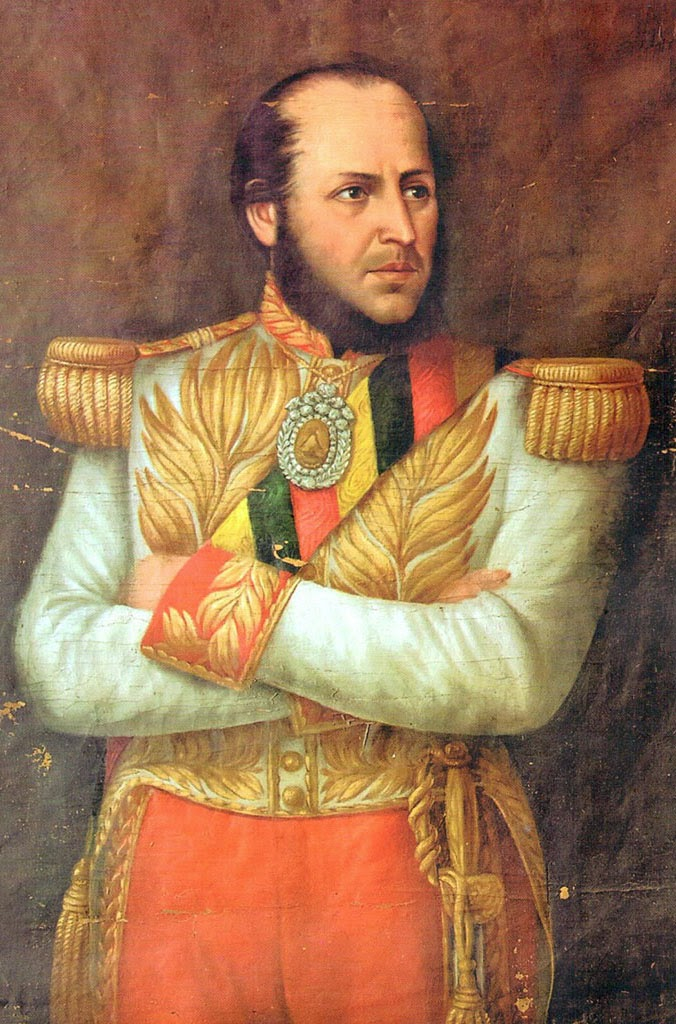
El tercer censo de población de Bolivia se realizó el año 1845 durante el gobierno del mariscal José Ballivián Segurola (1805-1852) quien gobernó el país desde 1841 hasta 1847.

Después de la victoria boliviana en la Batalla de Ingavi en 1841, la cual terminó por consolidar definitivamente la soberanía del país, el gobierno de ese entonces, presidido por el mariscal José Ballivián, decidió volver a realizar un nuevo conteo estadístico de la población boliviana convirtiéndose de esta manera en el tercer censo de población del país. Los resultados demostraron que en el año 1845, vivían en Bolivia alrededor de 1 378 895 habitantes.
|  | 29,94 % |

|  | 20,24 % |

|  | 17,64 % |

|  | 11,32 % |

|  | 6,91 % |

|  | 5,48 % |

|  | 4,63 % |

|  | 3,51 % |

|  | 0,33 % |

|  | 100 % |

### Censo de 1854

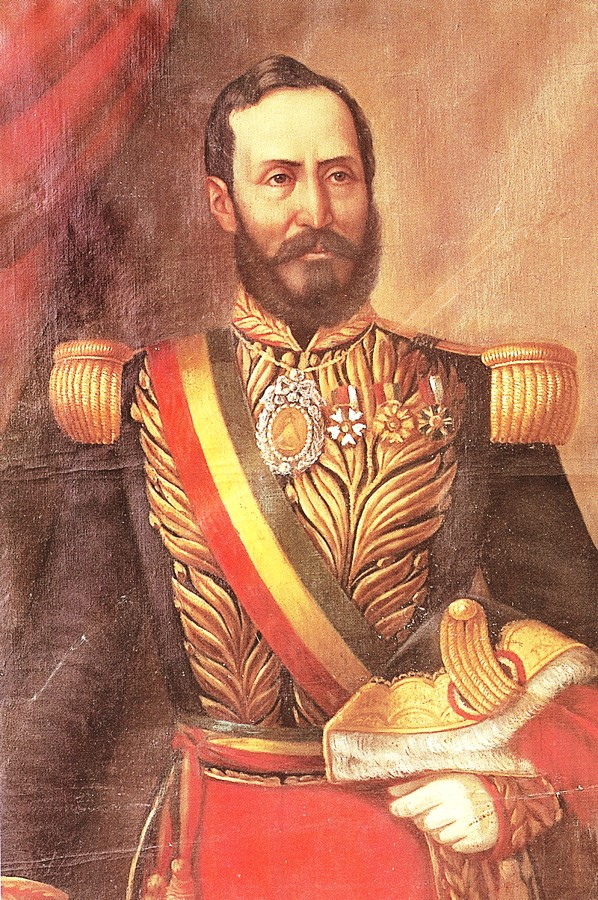
El cuarto censo de población de Bolivia se realizó el año 1854 durante el gobierno del presidente Manuel Isidoro Belzu (1808-1865) quien gobernó el país desde 1848 hasta 1855.

El cuarto censo se llevó a cabo en 1854, en el gobierno de Manuel Isidoro Belzu y los resultaros mostraron un incremento de la población con relación al censo de 1845, con 2.326.126 habitantes.
|  | 25,53 % |

|  | 16,46 % |

|  | 15,01 % |

|  | 11,94 % |

|  | 10,99 % |

|  | 10,95 % |

|  | 4,94 % |

|  | 3,94 % |

|  | 0,24 % |

|  | 100 % |

### Censo de 1882

El quinto censo de población de Bolivia se realizó el año 1882 durante el gobierno del presidente Narciso Campero Leyes (1813-1896) quien gobernó el país desde 1880 hasta 1884.

El quinto censo se realizó en 1882 durante el gobierno de Narciso Campero, 28 años después del censo de1854.
|  | 29,53 % |

|  | 20,28 % |

|  | 14,23 % |

|  | 10,52 % |

|  | 9,50 % |

|  | 8,29 % |

|  | 5,36 % |

|  | 1,43 % |

|  | 0,00 % |

|  | 100 % |

### Censo de 1900

El sexto censo de población de Bolivia se realizó el año 1900 durante el gobierno del presidente José Manuel Pando Solares (1848-1917) quien gobernó el país desde 1899 hasta 1904.

Durante la presidencia de José Manuel Pando, en el año de 1900, se implementó la Oficina Nacional de Inmigración, Estadísticas y Propaganda Geográfica, que realizó el sexto censo de Bolivia.
|  | 25,23 % |

|  | 18,58 % |

|  | 18,43 % |

|  | 11,86 % |

|  | 11,57 % |

|  | 5,82 % |

|  | 4,87 % |

|  | 1,82 % |

|  | 1,80 % |

|  | 100 % |

### Censo de 1950

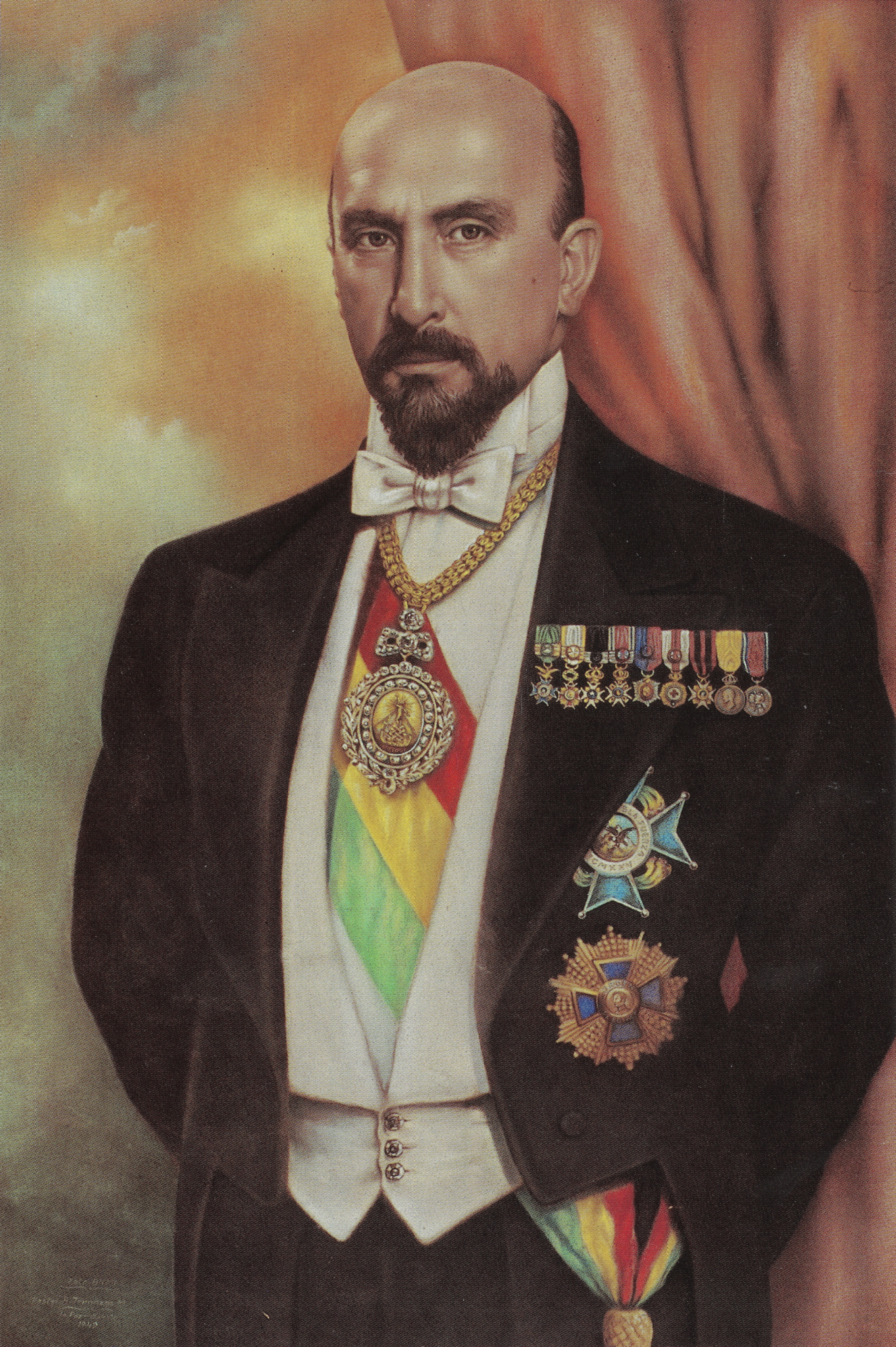
El séptimo censo de población de Bolivia se realizó el año 1950 durante el gobierno del presidente Mamerto Urriolagoitia Harriague (1895-1974) quien gobernó el país desde 1949 hasta 1951.

El séptimo censo fue realizado durante el gobierno de Mamerto Urriolagoitia, por la entonces denominada Dirección General de Estadística y Censos, dependiente en esa época del Ministerio de Hacienda y Estadística y predecesor del actual Instituto Nacional de Estadística de Bolivia (INE). Históricamente, este fue el primer censo de vivienda en toda la historia de Bolivia,incorporando elementos como la lengua materna y reflejando la demografía del país, mostrando el aumento de la población en tierras bajas y una población rural mayoritaria.
Este censo registró 2,7 millones de habitantes, dividiendo la población entre indígenas (63%) y no indígenas; sin embargo no consideró sin la categoría mestizos. De acuerdo a los datos, la mayor población indígena se concentraban en los departamentos de Potosí (77%), Cochabamba (75%) Chuquisaca (72%) y La Paz con (67%); siendo que los departamentos de Beni y Pando apenas registraron el 12% y 2 % respectivamente de población indígena.
|  | 31,58 % |

|  | 18,83 % |

|  | 16,72 % |

|  | 9,63 % |

|  | 9,05 % |

|  | 7,11 % |

|  | 3,82 % |

|  | 2,65 % |

|  | 0,60 % |

|  | 100 % |

### Censo de 1976

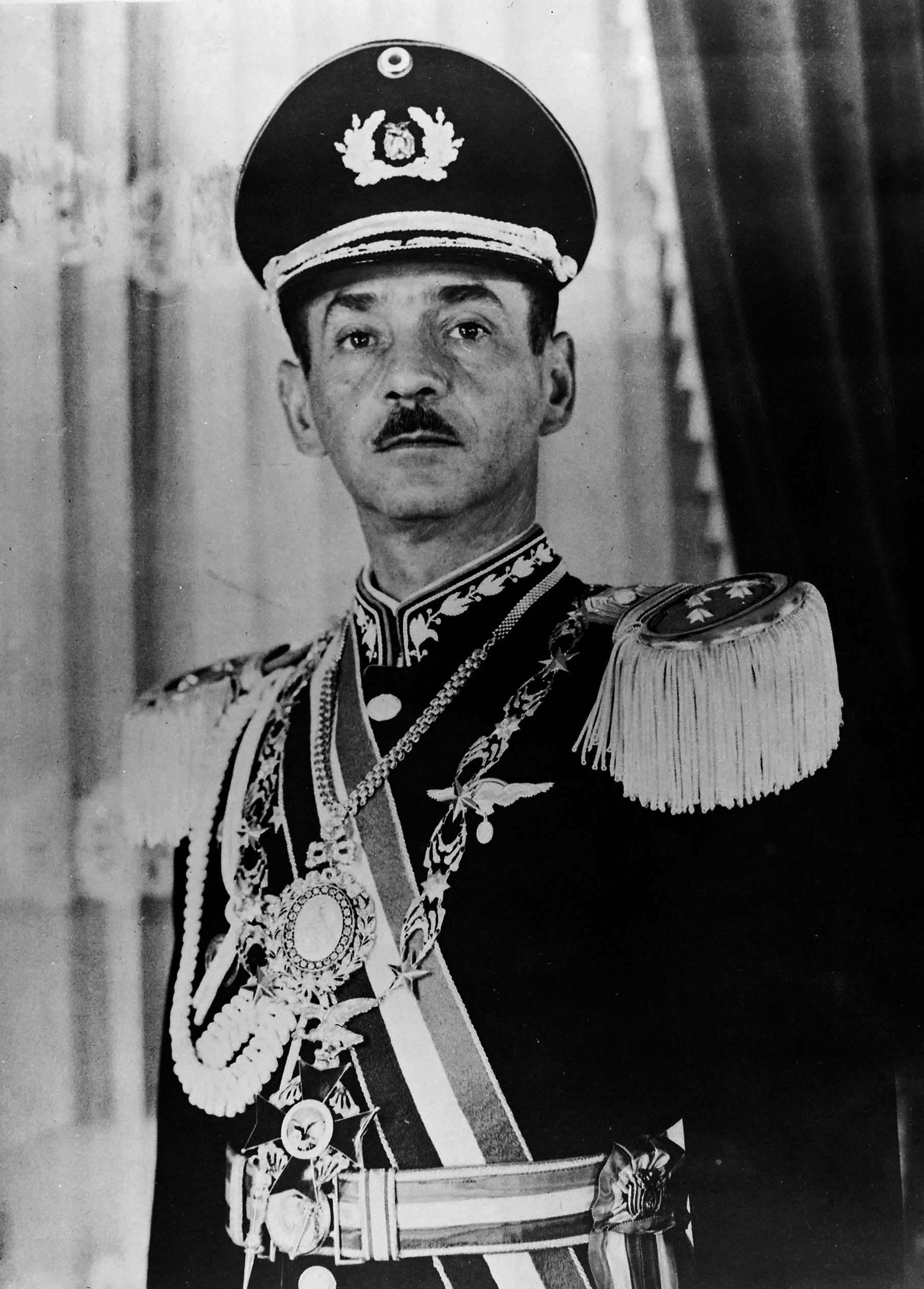
El octavo censo de población de Bolivia se realizó el año 1976 durante el primer gobierno del presidente Hugo Banzer Suárez (1926-2002) quien gobernó el país en dos ocasiones desde 1971 hasta 1978 y luego desde 1997 hasta 2001.

El octavo censo de población y segundo censo de población y vivienda, fue realizado en 1976 durante el gobierno de Hugo Banzer Suárez, mostró una migración poblacional de las zonas rurales a las urbanas. También revela migraciones organizadas, planificadas y espontáneas desde la sierra hacia las tierras bajas, especialmente Santa Cruz. El resultado fue una política de desarrollo en el este del país.
|  | 31,76 % |

|  | 15,62 % |

|  | 15,40 % |

|  | 14,25 % |

|  | 7,77 % |

|  | 6,73 % |

|  | 4,06 % |

|  | 3,65 % |

|  | 0,75 % |

|  | 100 % |

### Censo de 1992

El noveno censo de población de Bolivia se realizó el año 1992 durante el gobierno del presidente Jaime Paz Zamora (1939-) quien gobernó el país desde 1989 hasta 1993.

El noveno censo de población y tercer censo de población y vivienda se realizó en 1992, 16 años después del último, analizó las lenguas etnias de Bolivia en el contexto internacional del anuncio de la restauración de las poblaciones indígenas, al cumplirse cinco siglos de la ocupación española de América. Los resultados influyeron en los cambios en la constitución de 1994 que reconoció a Bolivia como un país pluriétnico y multicultural.
|  | 29,60 % |

|  | 21,25 % |

|  | 17,29 % |

|  | 10,06 % |

|  | 7,07 % |

|  | 5,30 % |

|  | 4,54 % |

|  | 4,30 % |

|  | 0,59 % |

|  | 100 % |

### Censo de 2001

El décimo censo de población de Bolivia se realizó el año 2001 durante el gobierno del presidente Jorge Fernando Quiroga Ramírez (1960-) quien gobernó el país desde 2001 hasta 2002.

El Censo Nacional de Población y Vivienda de Bolivia de 2001, fue una operación censal llevada a cabo el 5 de septiembre de 2001, día que fue declarado feriado nacional. El Instituto Nacional de Estadística de Bolivia (INE) fue responsable de la ejecución de este censo. Históricamente, constituyó el décimo censo de población y el cuarto censo de vivienda en la historia de Bolivia.[cita requerida]
|  | 28,40 % |

|  | 24,53 % |

|  | 17,59 % |

|  | 8,57 % |

|  | 6,42 % |

|  | 4,74 % |

|  | 4,73 % |

|  | 4,38 % |

|  | 0,63 % |

|  | 100 % |

### Censo de 2012

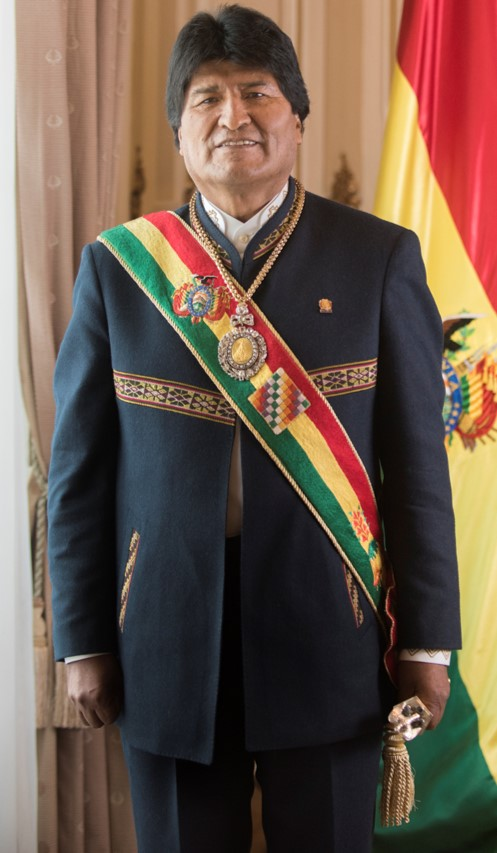
El décimo primer censo de población de Bolivia se realizó el año 2012 durante el segundo gobierno del presidente Evo Morales Ayma (1959-) quien gobernó el país en tres ocasiones durante 14 largos años, siendo la primera vez desde 2006 hasta 2010, luego la segunda vez desde 2010 hasta 2015 y finalmente la tercera vez desde de 2015 hasta 2019.

El Censo Nacional de Población y Vivienda de Bolivia de 2012, fue una operación censal llevada a cabo el 21 de noviembre de 2012 en todo el territorio boliviano. Este censo, el decimoprimer censo de población y el quinto censo de vivienda en la historia de Bolivia, fue organizado por el Instituto Nacional de Estadística de Bolivia (INE), y el día de su realización fue declarado feriado nacional. El resultado del censo reveló que la población boliviana alcanzaba alrededor de 10 059 856 personas. En comparación con el censo anterior de 2001, esto representó un crecimiento del 21.5 %. [cita requerida]
|  | 27,03 % |

|  | 26,42 % |

|  | 17,52 % |

|  | 8,23 % |

|  | 5,78 % |

|  | 4,92 % |

|  | 4,81 % |

|  | 4,19 % |

|  | 1,10 % |

|  | 100 % |

### Censo de 2024

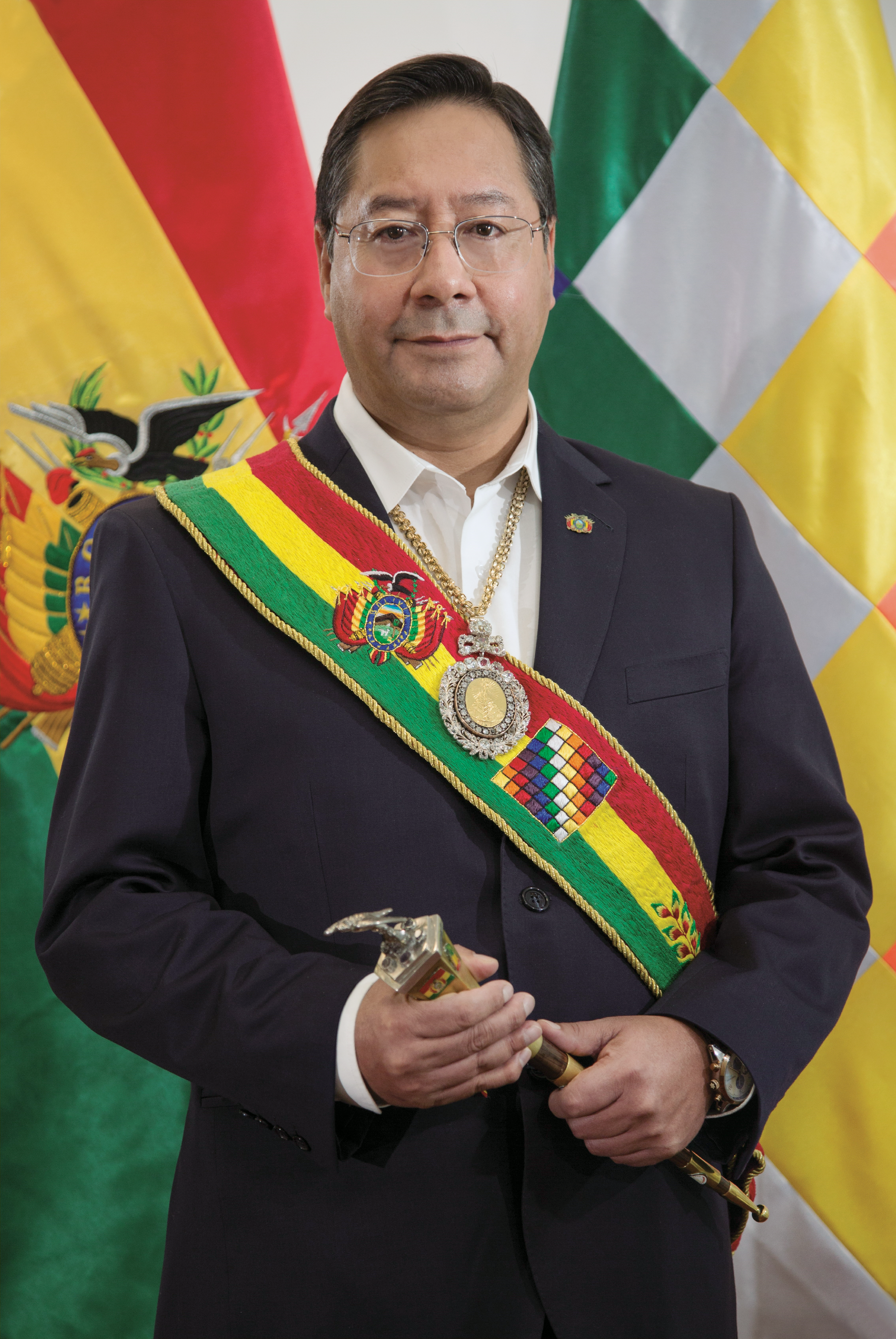
El décimo segundo censo de población de Bolivia se realizó el año 2024 durante el gobierno del presidente Luis Arce Catacora (1963-) quien gobierna actualmente el país desde 2020.

Este Censo Nacional de Población y Vivienda se realizará el 23 de marzo de 2024 y los resultados preliminares serán publicados el 30 de agosto de 2024.
|  | 27,54 % |

|  | 26,72 % |

|  | 17,73 % |

|  | 7,57 % |

|  | 5,30 % |

|  | 5,04 % |

|  | 4,72 % |

|  | 4,22 % |

|  | 1,16 % |

|  | 100 % |

## Lista de censos de población y vivienda
| Censos de población | Censos de población | Censos de población                | Censos de población |
| Año                 | Fecha               | Nombre oficial                     | Población nacional  |
| ------------------- | ------------------- | ---------------------------------- | ------------------- |
| 1831                | -                   | Censo de Población de 1831         | 1 088 768           |
| 1935                | -                   | Censo de Población de 1835         | 1 060 777           |
| 1845                | -                   | Censo de Población de 1845         | 1 378 896           |
| 1854                | -                   | Censo de Población de 1854         | 2 326 126           |
| 1882                | -                   | Censo de Población de 1882         | 1 172 156           |
| 1900                | -                   | Censo de Población de 1900         | 1 766 451           |
| 1950                | 5 de septiembre     | Censo de Población y Vivienda 1950 | 2 704 165           |
| 1976                | 29 de septiembre    | Censo de Población y Vivienda 1976 | 4 613 419           |
| 1992                | 3 de junio          | Censo de Población y Vivienda 1992 | 6 420 792           |
| 2001                | 5 de septiembre     | Censo de Población y Vivienda 2001 | 8 274 325           |
| 2012                | 21 de noviembre     | Censo de Población y Vivienda 2012 | 10 059 856          |
| 2024                | 23 de marzo         | Censo de Población y Vivienda 2024 | 11 312 620          |

| Evolución demográfica de Bolivia |
| -------------------------------- |
|                                  |

## Evolución demográfica

### Evolución poblacional por departamentos
| Departamento de | Población en 2024 | Población en 2012 | Población en 2001 | Población en 1992 | Población en 1976 | Población en 1950 | Población en 1900 |
| --------------- | ----------------- | ----------------- | ----------------- | ----------------- | ----------------- | ----------------- | ----------------- |
| La Paz          | 3 022 566         | 2 719 344         | 2 349 885         | 1 900 786         | 1 465 370         | 854 079           | 445 616           |
| Santa Cruz      | 3 115 386         | 2 657 762         | 2 029 471         | 1 364 389         | 710 724           | 244 658           | 209 592           |
| Cochabamba      | 2 005 373         | 1 762 761         | 1 455 711         | 1 110 205         | 720 831           | 452 145           | 328 163           |
| Potosí          | 856 419           | 828 093           | 709 013           | 645 889           | 657 533           | 509 087           | 325 615           |
| Chuquisaca      | 600 132           | 531 522           | 453 756           | 358 488           | 260 479           | 204 434           |                   |
| Oruro           | 570 194           | 494 587           | 392 451           | 340 114           | 310 409           | 192 356           | 86 081            |
| Tarija          | 534 348           | 483 518           | 391 226           | 291 407           | 187 204           | 103 441           | 102 887           |
| Beni            | 477 441           | 422 008           | 362 521           | 276 174           | 168 367           | 71 636            | 32 180            |
| Pando           | 130 761           | 110 436           | 52 525            | 38 072            | 34 493            | 16 284            | -                 |
| Bolivia         | 11 312 620        | 10 059 856        | 8 274 325         | 6 420 792         | 4 613 419         | 2 704 165         | 1 766 451         |

### Evolución poblacional en las principales ciudades

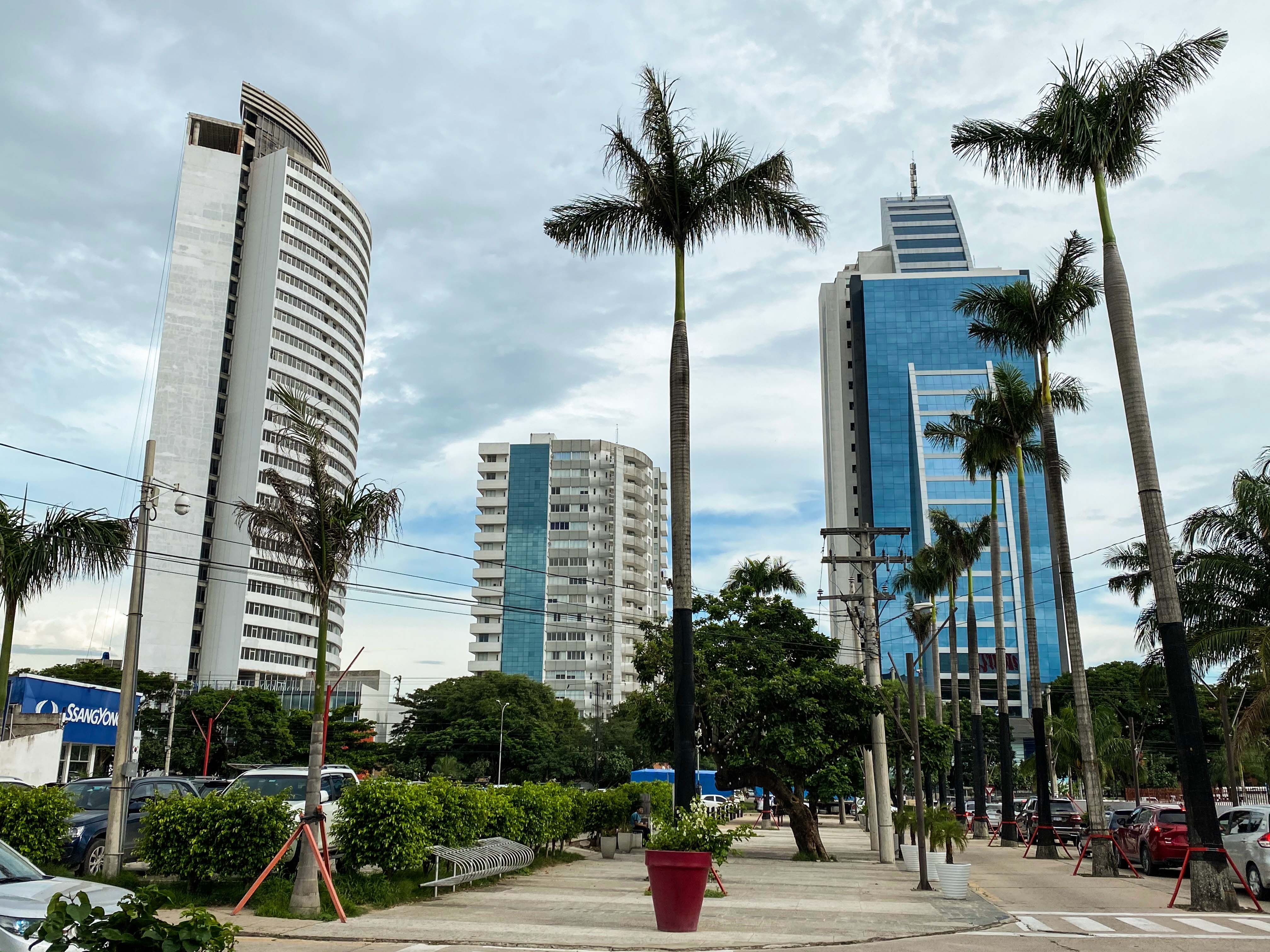
1.º Santa Cruz de la Sierra

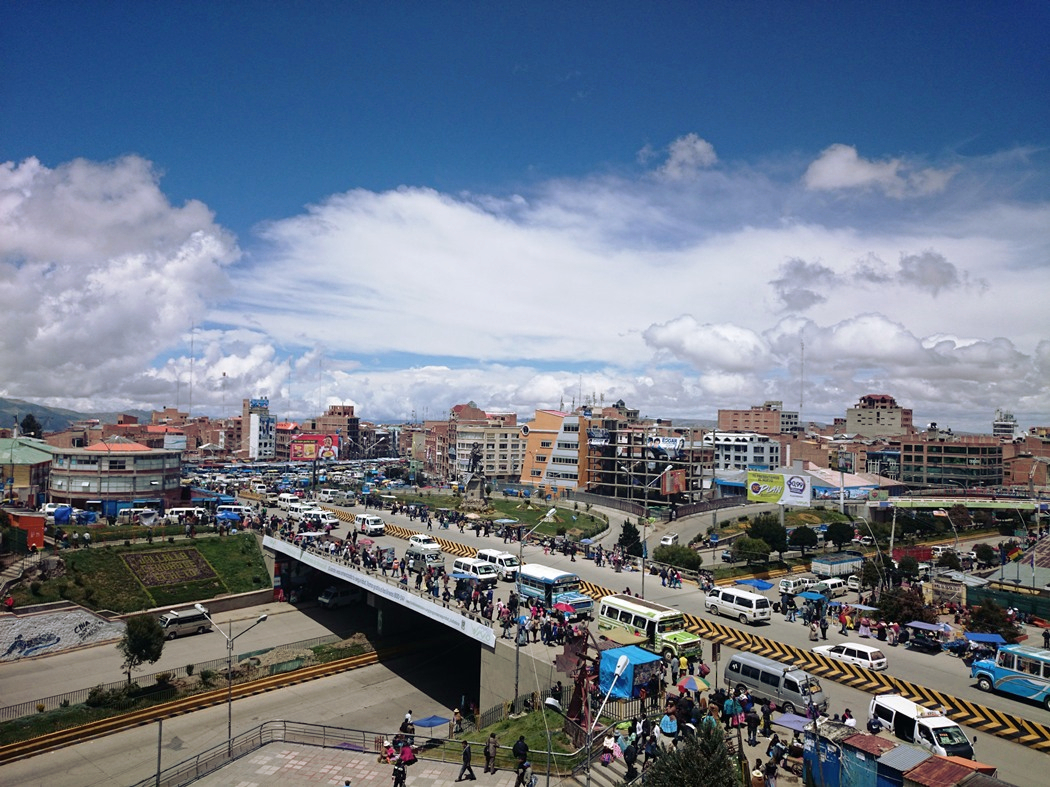
2.º El Alto

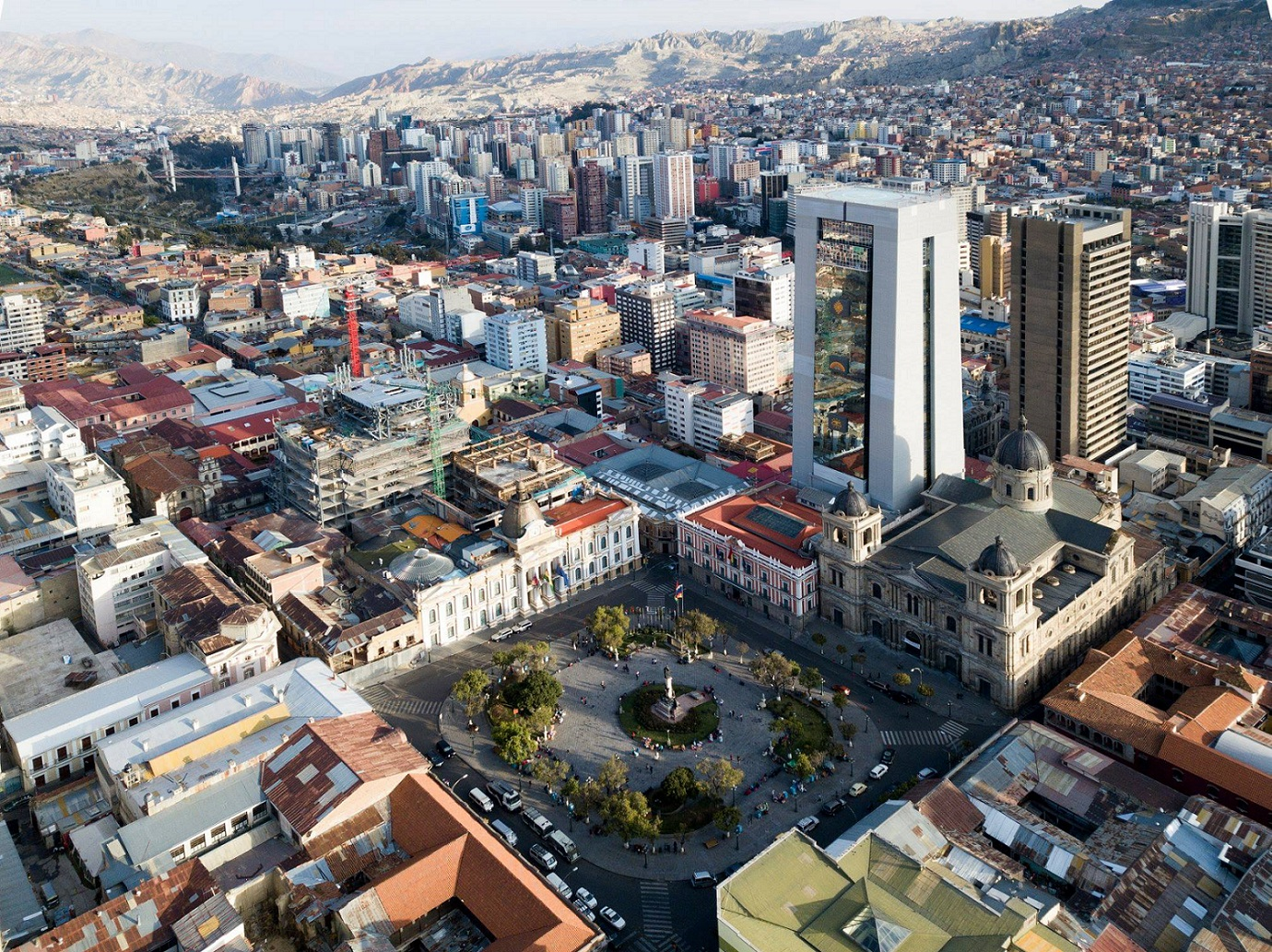
3.º La Paz

| Principales ciudades de Bolivia | Principales ciudades de Bolivia | Principales ciudades de Bolivia | Principales ciudades de Bolivia | Principales ciudades de Bolivia | Principales ciudades de Bolivia |
| Ciudad                          | Población en 2024               | Población en 2012               | Población en 2001               | Población en 1992               | Población en 1976               |
| ------------------------------- | ------------------------------- | ------------------------------- | ------------------------------- | ------------------------------- | ------------------------------- |
| Santa Cruz de la Sierra         | 1 606 672                       | 1 454 539                       | 1 113 582                       | 609 584                         | 254 682                         |
| El Alto                         | 885 035                         | 848 452                         | 647 350                         | 405 492                         | -                               |
| La Paz                          | 755 732                         | 766 468                         | 789 585                         | 715 900                         | 654 713                         |
| Cochabamba                      | 661 484                         | 632 013                         | 516 683                         | 414 307                         | 184 156                         |
| Oruro                           | 297 497                         | 264 943                         | 201 230                         | 185 752                         | 124 091                         |
| Sucre                           | 296 125                         | 261 201                         | 193 876                         | 153 153                         | 63 625                          |
| Tarija                          | 238 942                         | 205 375                         | 135 783                         | 108 241                         | 38 500                          |
| Potosí                          | 218 336                         | 191 302                         | 132 966                         | 123 381                         | 77 233                          |
| Sacaba                          | 218 502                         | 172 466                         | 92 581                          | 69 610                          | 5 554                           |
| Montero                         | 127 544                         | 109 518                         | 78 294                          | 58 569                          | 28 647                          |
| Trinidad                        | 124 357                         | 106 596                         | 75 540                          | 60 953                          | 27 583                          |
| Quillacollo                     | 165 830                         | 137 182                         | 74 980                          | 69 027                          | 19 433                          |
| Cobija                          | 54 386                          | 46 267                          | 20 820                          | 11 375                          | 3 636                           |